# Salvador Chulià Hernàndez
Salvador Chulià Hernàndez   (Catarroja, 19 de maig de 1944 - 5 d'agost de 2025) va ser un músic i compositor. Dirigí el Conservatori Professional de Música José Iturbi de València fins a jubilar-s'hi el 2014.

## Biografia
Inicià la seva formació musical amb el seu oncle, i a la Societat Musical "L'Artesana" de Catarroja. Posteriorment va estudiar solfeig, saxòfon, piano, harmonia, contrapunt i fuga, composició i direcció orquestral als conservatoris de València i Múrcia, i obtingué la titulació superior en saxòfon, harmonia, composició i direcció d'orquestra.
Va ser director de les bandes de música de la Societat Musical de Benifaió, de la Unión Artística Musical de Navajas, de "L'Artesana" de Catarroja i de l'Acadèmia General de l'Aire, a San Javier (Múrcia). També fundà i dirigí el Grup de Metalls Catedralicis de València.
En el camp de la composició, ha estat autor de més de quatre-centes obres entre les quals n'hi ha per a orquestra, banda, formacions de cambra i vocals. Composicions seves han estat premiades en concursos ("Ciudad de Torrevieja" 1983, "Onda" 1981, "Joan Senent Ibañes" 1977, "Vila d'Almussafes" i Jocs Florals de Paterna 1974) i seleccionades com a obres de competició als concursos de bandes de Cullera, Provincial i Internacional de València, així com al "Concours International de trompette" de París i al d'Havaneres i Cançó Polifònica de Torrevella.
La seva dedicació a la pedagogia de la música s'ha manifestat en dues vessants: en el Conservatori Municipal de Música José Iturbi de València, del qual és professor i, des del 1993, director, i com a autor de diversos textos per a ensenyament musical.
Fou membre de número des de la seva fundació de l'Acadèmia de les Arts i les Ciències de la Música. També va presidir durant deu anys (1995-2005) l'Associació de Compositors Simfònics Valencians (COSICOVA) i el 2011 va ser novament elegit per un mandat de quatre anys. Després fou professor de composició i director del Conservatori Professional de Música "José Iturbi" de València, i va ser elegit acadèmic de número de la Reial Acadèmia de Cultura Valenciana, amb la medalla 24, el 25 d'octubre del 2012, que uns anys abans ja l'havia distingit amb el premi Vinatea a la seua labor pedagògica, de composició i de direcció.
El 2009 va ser homenatjat per l'ajuntament de Llíria, en el marc del Festival de Bandes. El 2010 rebé el premi "Lira de Oro" de la "Societat Musical Poblados Marítimos", de València.
El 2010 i 2011 hi hagué acusacions públiques de favoritisme de Salvador Chulià, pare i director del conservatori, envers el seu fill Vicente Francisco en tant que professor i director de la banda del conservatori, així com per l'ús de les instal·lacions del centre per a activitats musicals privades de forma al·legadament irregular.

## Obres[11]

### Obra simfònica[12]
- A la festa de les falles (2010), poema simfònic
- Al maestro Serrano: gran fantasía sinfónica (1974), per a orquestra
- Concierto nº 1: para oboe y orquesta (1974)
- Concert pour Maurice André (1995), per a trompeta i orquestra[nt 2]
- Díptico sinfónico (1987), per a banda[nt 3]
- Fanfarria para tres amigos (2006), per a orquestra. Dedicada a Maurice André, Nicolás André i Ernesto Chulià
- Fantasía concertante (2006), per a trompeta i orquestra. Obra d'encàrrec per al Concours de Trompette Maurice André[13]
- Homenaje a Juan Luis Vives (1993)[1]
- Moments d'orgue (1987)
- Naskigo: estampa musical (1994), per a orquestra simfònica; n'hi ha versió per a veu i orquestra (Naskiĝo, Naixement en esperanto)[11]
- Navajas 2006 (fantasía), per a orquestra
- Remembrança del Corpus Valencià (1991)
- Sinfonía Mediterránea (2008), per a orquestra simfònica i cor, dedicada a Salvador Giner i Vidal
- Sonata en Do (1976), per a orquestra
- Suite per a metalls i orgue (1983)
- Tríptico elegíaco para un percusionista (1990), per a orquestra simfònica. Dedicat al seu fill Salvador (traspassat prematurament).

### Música de cambra[12]
- A los hermanos Clemente (2014), per a piano
- A Mari Carmen (1964), per a veu i piano
- A María Dolores (2014), per a piano
- Adagio sentimental (1974), per a oboè i piano
- Al beato Juan Pablo II (2011), per a orquestra de cambra[4] (interpretació)
- Al doctor Monleón - Deus visus- (2012), fantasia per a piano
- Amoretes (1982), per oboè i piano[11]
- Cant de deslliurança (1998)[11]
- Concierto katabático (2004), per a trompa i piano
- Conciertos para trompeta y órgano, estudis. Comprèn: Jugueteando (2012); Els valencians (2014); Díptic per a Joaquín y Ernesto ([11] 2014); Breve fantasía; DoMiSi; Mosaico valenciano (2014); Introducción y polca (1992); Els educandos
- Contrastes (2000), encàrrec per al Concurs internacional de trompeta de Benidorm
- Danzas politonales (1983), per a tercet de clarinets
- Euterpe (1982), per a piano. Versió per a quintet de vent (flauta, oboè, clarinet, fagot i trompa), del 1995.
- Fantasía para fliscorno y piano
- Festival para trompeta y órgano (1988), suite)
- Homenaje a José Iturbi (1995), fantasia per a piano[11]
- Homenaje a mi padre (2014), per a conjunt instrumental
- Iberbrass (1998), suite per a quintet de metall
- Intimismos (2007), per a trompeta i conjunt de corda
- Introducción y habanera (2012), per a violí, trompeta i fagot
- Moviments per a piano (1990)[11]
- Pago de la Jaraba (2012), suite per a piano
- Para Blanca (2004), per a violí i piano
- Pensamiento y añoranza (2013), per a violí i piano
- Un preludio y tres sketch (2006), per a quintet de metall[1]
- Preludio-homenaje (2002), per a guitarra. Dedicat a Francesc Tàrrega en el seu cent-cinquantè aniversari
- La Seu (1982), fantasia per a 3 trompetes, 3 trombons i orgue
- Simbolismos (2002), per a marimba
- Solemnidad religiosa (2011), per a orquestra de cambra[4]

### Música vocal[12]
- A la placeta del meu poble (1978)[1]
- Al bon Jesuset (1978)[1]
- A ti, Señor (1981)
- Bautismos que no bautizan (1993)[7]
- Cançó de primavera (1978)
- Cant de pau (1983)
- Díptico (1998), sobre poemes de sant Joan de la Creu (Llama de amor viva i Tras de un amoroso lance)[11]
- Duerme mi niño (Canción de cuna) (1993), per a soprano i piano[11]
- Habanera (1984)
- Jesuset (1978)
- Missa d'infants (2006), per a cor[13]
- Navidad en Belén (2011)[1]
- Niño Daniel, canción de cuna (1999), per a veu i piano[11]
- Petenera andaluza (1998), sobre un poema de Federico García Lorca[11]

### Obres per a banda
- A José Manuel Romeu (2014), marxa mora
- A Vilafranca del Penedès (1985), sardana[12]
- El Corte Inglés en València, en el seu quarantè aniversari (2011)
- Episodios sinfónicos (1988)[nt 4]
  - Canción de cuna
  - Destellos
  - Jota
- Espíritu Levantino (1976), suite simfònica
- Espíritu valenciano (1977), suite simfònica, guanyà el premi "Joan Senent Ibañes". En tres parts: Meditación, Canción de cuna, Valencianía[3]
- Moviments cíclics per a banda (1981)[nt 5]
- Paisajes valencianos (1973), poema simfònic
- Sinfonía Valentina (2005), obra obligada de la Secció d'Honor del Certàmen Internacional de València
- Suite migratoria (2008), obra obligada per al concurs de bandes de música de la Comunitat Valenciana de Xest
- Tercer Milenio (2003). Premi Ciudad de Torrevieja. En tres parts: Nacimiento, Introducción y Habanera, Esplendor
- Tres secuencias sinfónicas (2005), obra obligada per al concurs de bandes de música de la Comunitat Valenciana, Xest 2005
- Tríptic (2015)[14]

Himnes A Santa Cecília ( 1982), Al Cristo de la Fe de Paterna (1975), Al Cristo de la Piedad (1974), Falla El Charco de Catarroja ( 2012) amb lletra de Joan A. Alapont i Juan José Navarro, Himne de la Real Académia de Cultura Valenciana ( 2015), Trofeo S.M. la Reina ( 2012)
Pasdobles de concert: A Navajas (1982), Ariadna Hernández (2004), Carmen Hernández (1971), Falla El Palmar (1976), Jaume Antón ( 1998), Joaquín Pedro (1973), Juan Lamas (2014), Pascual Cortés (1971)
Altres pas-dobles: Carrer Major ( 1984), Catarroja (1974), Enrique Soriano ( 2005), Falla Doctor Serrano, Carlos Cervera i Clero (2006), Falla l'Albufera (1989), Félix Cano ( 2012), La Lira a Titaguas ( 1990), Lolerías ( 1998), Lucía Andrés (1996), Teulada en fiestas ( 1976)

### Escrits musicals[11]
- Apuntes de Armonía. Primera parte: teoría y práctica. 2a edició.  Valencia: Piles, 2003. ISBN 9788495026620. (1a. ed. 2001)
- Apuntes de Armonía. Segunda parte: teoría y práctica.  Valencia: Piles, 2002. ISBN 9788495026675. (2a. ed. 2003)
- Apuntes de Armonía. Tercera parte: teoría y práctica.  Valencia: Piles, 2006. ISBN 8495026929.
- «L'Himne Regional complix cent anys». A: Llibret de la Falla Joan d'Aguiló-Av. Gaspar Aguilar i Adjacents: any 2009.  València: la Falla, 2009, p. 120-122.
- Lecturas. Repentización y transposición - 125 títulos - teoría y práctica.  Valencia: Piles, 1991.
- Salvador Chulià et al. La música a Catarroja, a Llibret '92 Catarroja: Flla La Albufera, 1992
- «La música de cámara y su entorno». Annals de la Reial Acadèmia de Cultura Valenciana, vol. LXIV, Segona època, número 74, 1999, pàg. 123-130.
- El poder de la música, capítol del llibre Fallas de Valencia València: Ayuntamiento, 2007
- Pons Server, Juan; Chuliá, Salvador; Climent, José; Roncero, Vicente. Solfeo manuscrito.  Valencia: Piles, 2013. ISBN 9788488548696. (altres edicions 1991, 1994)

## Gravacions
- casset  Banda Primitiva de Liria, Banda la Artesana de Catarroja, dirección S. Chuliá.  Madrid: Marfer, 1980. (comprèn Paisajes valencianos)
- disc compacte Chulià, Salvador (dir.); Banda simfònica del Conservatori Municipal "José Iturbe". Dedicatorias: melodías españolas.  Sevilla: Musicalbero, 2007. (comprèn Catarroja, Carrer Major, Falla Palmar i A Ariadna Hernández de S. Chulià, i Mari Carmen Ramiro de V.F. Chulià)
- disc LP  Certamen Internacional de Bandas de Música "Ciudad de Valencia" 1982.  Barcelona: Sonido y Técnica, 1982. (comprèn Movimientos rítmicos para banda, amb interpretació de la Banda Primitiva d'Alboraig)
- disc compacte Sapena, Sergio (piano); Tortajada, Fernando (piano); Chuliá, Vicente F. (marimba); Gorrea, Miguel Ángel (violín); Chuliá, Ernesto (trompeta). Chuliá y la música de cámara.  Valencia: Nuestras bandas de música, 2014. (comprèn Pago de la Jaraba; A María Dolores; Euterpe; Al doctor Monleón; A los hermanos Clemente; Simbolismos; Para Blanca; Pensamiento y añoranza; Homenaje a mi padre)
- disc compacte Banda Sinfónica del Conservatorio Municipal "José Iturbi"; Orquesta Sinfónica del Conservatorio Municipal "José Iturbi"; Chuliá, Vicente F. (director); Soul Brass Quintet; Chuliá, Ernesto (trompeta). Chuliá y la música para viento.  Valencia: Nuestras bandas de música, 2014. (comprèn A la festa de les falles; A José Manuel Romeu; Paisajes valencianos; Iberbrass suite; Intimismos; Juan Lamas)
- disc LP i disc compacte Orquestra "Ciutat de Torrent; Chulià, Vicente F. (director); André, Maurice; Chulià, Ernesto (acompanyament). Encuentro entre dos estirpes: Maurice André interpreta Salvador Chuliá.  València: ML, 2006. (comprèn Fanfarria para tres amigos, Navajas 2006, Festival para trompeta y órgano, Adagio sentimental, Introducción y polca, Fantasía para fliscorno y piano, Tríptico elegíaco para un percusionista i Concierto pour Maurice André)
- casset  Himno del Levante.  Barcelona: R.Cuxart, 1980.
- casset  Kantonales Jugend Blasorchester Schwyz.  Stäfa (Suïssa): Liverpool Record, 1995. (comprèn Pascual Cortés)
- disc compacte Banda Municipal de València; Sánchez Torrella, Pablo (director). Pasodobles - Fallers Majors de València.  València: E.G. Tabalet, 2007. (comprèn Lucía Andrés)
- disc compacte Chuliá, Ernesto (trompeta); Sapena, Sergio (piano). La trompeta en las aulas del Conservatorio.  Valencia: Nuestras bandas de música, 2015 [Consulta: 4 juliol 2016]. Arxivat 2016-08-18 a Wayback Machine. (comprèn Jugueteando, Els valencians, Breve fantasía, DoMiSi, Mosaico valenciano, Introducción y polca, i Els educandos)